# Utroja
L'Utroja (in russo Утроя?; in lettone: Rītupe; in lingua letgalla: Utreja) è un fiume della Lettonia e della Russia nord-occidentale, affluente di sinistra della Velikaja. Scorre attraverso le municipalità di Cibla, Rēzekne e Kārsava (Lettonia occidentale) e l'oblast' di Pskov (Russia). Appartiene al bacino del Mar Baltico.

## Descrizione
Il fiume scorre dal lago Meirānu (comune di Rēzekne) e passa attraverso molti altri laghi nell'alto corso, tocca il comune di Kārsava (due chilometri dal centro dell'omonima città) prima di entrare in Russia. La larghezza del fiume a quel punto è già di circa 20 metri. In Russia scorre verso nord parallelamente a un intero gruppo di fiumi che scorrono dalle alture di Latgale verso il lago dei Ciudi: Kuchva (a ovest), Lža, Sinjaja, Issa e Velikaja (a est). 
A 40 km dal confine, passa dalla città di Pytalovo. La corso del fiume in questa zona è molto tortuoso, la corrente è piuttosto veloce, le rive sono prive di alberi e paludose. Vicino alla ferrovia Ostrov-Rēzekne riceve da destra il suo maggior affluente, la Lža e la larghezza del fiume aumenta fino a 30-40 metri. Sfocia nella Velikaja a 87 km dalla foce, alcuni chilometri a valle di Ostrov. La Issa ha una lunghezza di 176 km; l'area del suo bacino è di 3 000 km².